# Крастаче
Крастаче (Bufonidae) су породица из реда безрепих водоземаца (жаба). Крастаче су данас представљене са више од 50 родова, од којих је род Bufo најпознатији. 

## Карактеристике
Крастаче су распрострањене на свим континентима, осим Аустралије и Антарктика. Настањују различита станишта, од сушних подручја до прашуме. Већина полаже у парним низовима јаја из којих се легу пуноглавци, док се у роду Nimbaphrynoides из јаја излегу директно минијатурне жабе. 
Крастаче су без зуба и углавном им кожа делују брадавичасто. На леђима поседују пар паротоидних жлезда, које садрже алкалоидни отров који жабе луче када су под стресом. Отров ових жлезда, општег назива буфотоксин, садржи низ супстанци које изазивају различите ефекте. Различите врсте садрже значајно различите супстанце и њихове пропорције у токсину. Неке врсте, попут Rhinella marina, су отровније од других. Такозване „ психоактивне жабе “, попут Incilius alvarius,  су (зло)употребљаване због ефеката њиховог буфотоксина. 
Мушке крастаче поседују Бидеров орган. Под одговарарјућим условима овај орган се диференцира у активан јајник, чиме јединка постаје женка. 

## Размножавање
Унутрашња оплодња се дешава у четири рода крастача: 
- Mertensophryne (неке врсте)
- Nectophrynoides (вероватно све врсте)
- Altiphrynoides (код једне од две врсте, Altiphrynoides malcolmi)
- Nimbaphrynoides (у јединој врсти рода, Nimbaphrynoides occidentalis)